# Stadion Den Dreef
Stadion Den Dreef – stadion piłkarski w Heverlee, w Belgii. 

## Charakterystyka
Obiekt może pomieścić 9493 widzów. Swoje spotkania rozgrywa na nim drużyna belgijskiej Jupiler League Oud-Heverlee Leuven.